# Jean de Vassé (militaire)
Pour les articles homonymes, voir Jean de Vassé.
Jean de Vassé, baron de La Roche-Mabile, mort le 24 juillet 1589, est un militaire et noble français.

## Biographie
Jean de Vassé est le neveu de Jean de Vassé, devenu aîné par la mort de François, qui est tué en Piémont dans un combat de quatre Français contre quatre Espagnols. Lieutenant dans la compagnie de son père en 1561, capitaine en 1564, chef des cinquante lances du sieur d'Esquilly, son beau-père, en 1571, chevalier de l'ordre de Saint-Michel en 1568, de l'ordre du Saint-Esprit en 1585, il assiste à de nombreux combats et au siège de la Rochelle en 1573.
Il reçoit l'épée de Gabriel Ier de Montgomery à Domfront, démentant avec une énergie toute soldatesque la prétendue promesse de vie sauve qu'on lui prête. « Si je lui avois donné quelque parole et que la cour ne l'eût pas tenue, disait-il, je me serois coupé la main qui reçut son épée[réf. nécessaire] ». 
Lieutenant du roi au pays Chartrain, il a ordre le 8 mai 1577 de poursuivre les bandes qui infestaient le Maine « et s'advouoient du sieur de Bissy ». Il épouse Jeanne Le Vavasseur, fille de Pierre, seigneur d'Esquilly, gouverneur de Chartres et de Françoise de Billy. Il meurt dans son château de Vassé, le 24 juillet 1589.
La tombe de Jean de Vassé, retrouvée en 1861 sous le pavage de l'église de Rouessé-Vassé, est reproduite en héliogravure dans le Bulletin historique de la Mayenne (t. V, p. 212).